# Joey Stewart
Joey Stewart (...) è un regista, produttore cinematografico e attore statunitense.

## Filmografia

### Assistente regista

#### Cinema
- Scary Texas Movie, regia di Brad Keller (1997)
- The Operator, regia di Jon Dichter (2000)
- Pendulum, regia di James D. Deck (2001)
- Slap Her, She's French!, regia di Melanie Mayron (2002)
- Killer Diller, regia di Tricia Brock (2004)
- Una promessa mantenuta (The Gunman), regia di Daniel Millican (2004)
- Sironia, regia di Brandon Dickerson (2011)
- A Very Sordid Wedding, regia di Del Shores (2017)
- Old Man & the Gun (The Old Man & the Gun), regia di David Lowery (2018)

#### Televisione
- Wishbone's Dog Days of the West, regia di Rick Duffield e Caris Palm Turpen – film TV (1998)
- Wishbone, il cane dei sogni (Wishbone) – serie TV, 41 episodi (1995-1998)
- Sons of Thunder – serie TV, 6 episodi (1999)
- Walker Texas Ranger – serie TV, 21 episodi (1999-2001)
- The President's Man - Attacco al centro del potere (The President's Man: A Line in the Sand), regia di Eric Norris – film TV (2002)
- Mamma detective (Inspector Mom) – serie TV, episodi 1x1 (2006)
- Chase – serie TV, 8 episodi (2010-2011)
- Top Chef – serie TV, 4 episodi (2011)
- Storage Wars: Texas – serie TV, episodi 2x4-2x5-2x6 (2012)
- The Client List - Clienti speciali (The Client List) – serie TV, 6 episodi (2013)
- Regina del Sud (Queen of the South) – serie TV, episodi 3x2 (2018)
- False Profits, regia di J. Miller Tobin – film TV (2018)

### Assistente regista e produttore

#### Cinema
- The Anarchist Cookbook, regia di Jordan Susman (2002)
- L'assassino è tra di noi (A Killer Within), regia di Brad Keller (2004)
- Rain, regia di Craig DiBona (2006)
- The Night of the White Pants, regia di Amy Talkington (2006)
- Midgets Vs. Mascots, regia di Ron Carlson (2009)
- Spilt Milk, regia di Blake Calhoun (2010)
- Mission Park (Line of Duty), regia di Bryan Ramirez (2013)
- Mind of Its Own, regia di Jason Kabolati (2018)

#### Televisione
- Inspector Mom, regia di Brad Keller – film TV (2006)
- Inspector Mom: Kidnapped in Ten Easy Steps, regia di Brad Keller – film TV (2007)
- Mad Bad, regia di Jon Keeyes – film TV (2007)
- Mamma detective (Inspector Mom) – serie TV, 10 episodi (2006-2007)

### Produttore

#### Cinema
- Hate Crime, regia di Tommy Stovall (2005)
- The Last Rites of Ransom Pride, regia di Tiller Russell (2010)
- Dirty Weekend, regia di Neil LaBute (2015)
- Bad Kids of Crestview Academy, regia di Ben Browder (2017)
- Assassin 33 A.D., regia di Jim Carroll (2020)
- The Seventh Day, regia di Justin P. Lange (2021)

#### Televisione
- Exposed – serie TV, 13 episodi (2010)
- Morganville: The Series – miniserie TV (2014)

### Regista

#### Cinema
- The Final (2010)

#### Televisione
- Mamma detective (Inspector Mom) – serie TV, episodi 1x2 (2006)